# 1920年アントワープオリンピックのニュージーランド選手団
1920年アントワープオリンピックのニュージーランド選手団（1920ねんアントワープオリンピックのニュージーランドせんしゅだん）は、1920年8月14日から9月12日にかけてベルギーのアントウェルペン州アントワープで開催された1920年アントワープオリンピックのニュージーランド選手団、およびその競技結果。

## 概要
今大会は銅メダル1個を獲得した。

## メダル
| メダル | 選手名                   | 競技   | 種目               |
| ------ | ------------------------ | ------ | ------------------ |
| 銅     | ダルシー・ハドフィールド | ボート | 男子シングルスカル |